# Jami Attenberg

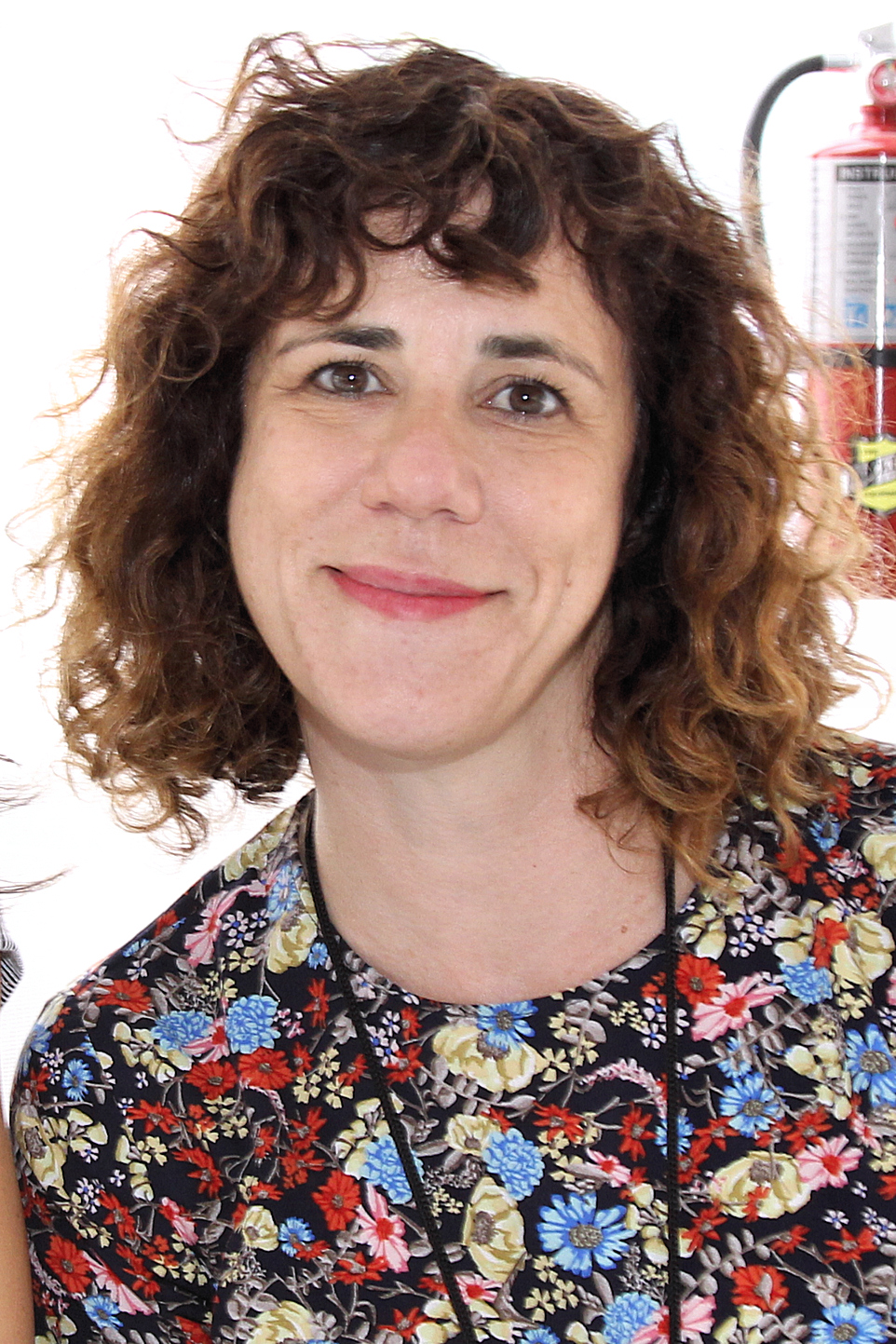
Jami Attenberg

Jami Attenberg (* 1971 in Arlington Heights, Illinois) ist eine US-amerikanische Schriftstellerin.

## Leben und Werk
Jami Attenberg wuchs in Buffalo Grove/Illinois auf und studierte Literatur an der Johns Hopkins University. Im Jahr 2006 erschien eine Auswahl an Kurzgeschichten unter dem Titel Instant Love. In den folgenden Jahren wurden die ersten beiden Romane von Attenberg The Kept Man und The Melting Season veröffentlicht. Ihren literarischen Durchbruch schaffte die Autorin im Jahr 2012. Ihr dritter Roman The Middlesteins avancierte zum New-York-Times-Bestseller und war unter den zehn am häufigsten verkauften Bücher bei Amazon im Jahr 2012 gelistet. Der Roman wurde in mehrere Sprachen übersetzt und brachte der Autorin jeweils eine Nominierung für die bedeutenden angelsächsischen Literaturpreise Los Angeles Times Book Prize und dem St. Francis College Literary Prize ein. 2015 folgte ihr fünftes Buch Saint Mazie. Mit ihrem vierten ins Deutsche übersetzten Buch Nicht mein Ding (2020), welches von einem Single-Leben in New York erzählt, gelinge ihr „erneut ein ebenso fesselndes wie lustiges und lebenskluges Stück Literatur“, urteilte Martina Kothe für den NDR.
Der Roman All This Could Be Yours (2019) beschreibt die Entdeckungen einer scharfsinnigen Tochter, einer Rechtsanwältin, in der Hinterlassenschaft ihres Vaters, der zeitlebens ein rücksichtsloser „toxischer Narzisst“ und machthungriger Real Estate Developer gewesen war.
Regelmäßig erscheinen Aufsätze von Jami Attenberg zu verschiedenen Themengebieten in wichtigen amerikanischen Medien, wie den New York Times, dem Wall Street Journal, der Vogue und der Elle.
In Deutschland erscheint ihr Werk bei Schöffling & Co. in Übersetzung von Barbara Christ.
Jami Attenberg lebt und arbeitet in New Orleans, Louisiana.

## Werke
- Instant Love. Shortstories. Crown/Shaye Areheart Books, 2006.
- The Kept Man. Novel. Riverhead Books, 2008. (Deutsch: Ehemänner. Roman. Aus dem Englischen von Barbara Christ. Schöffling & Co. 2017, ISBN 978-3-89561-204-6).
- The Melting Season. Novel. Riverhead Books, 2010.
- The Middlesteins. Novel. Grand Central Publishing 2012. (Deutsch: Die Middlesteins. Roman. Aus dem Englischen von Barbara Christ. Schöffling & Co. 2015, ISBN 978-3-89561-202-2).
- Saint Mazie. Novel. Grand Central Publishing 2015. (Deutsch: Saint Mazie. Roman. Aus dem Englischen von Barbara Christ. Schöffling & Co. 2016, ISBN 978-3-89561-203-9).
- All Grown Up. Houghton Mifflin Harcourt 2017. (Deutsch: Nicht mein Ding. Roman. Aus dem Englischen von Barbara Christ. Schöffling & Co. 2020, ISBN 978-3-89561-357-9).
- All This Could Be Yours. Novel. Houghton Mifflin Harcourt 2019. (Deutsch: Ist alles deins! Roman. Aus dem Englischen von Barbara Christ. Schöffling & Co. 2021, ISBN 978-3-89561-358-6).
- I Came All This Way to Meet You: Writing Myself Home. Ecco, New York 2022, ISBN 978-0-06-303979-7.
- A Reason to See You Again. Ecco, New York 2024, ISBN 978-0-06-303984-1.